# Тобіяш Ашкенази
Тобіяш Ашкенази (18 жовтня 1863, м. Бучач або Львів — 10 січня 1920) — єврейський правник у Галичині.
Народився 18 жовтня 1863 року в м. Бучачі (або Львові), нині Тернопільська область (або Львівська), Україна (тоді Королівство Галичини і Володимирії, Австро-Угорщина). Закінчив гімназію у місті Станиславів (нині Івано-Франківськ). У місті Львів: адвокат, згодом — президент Адвокатської палати.